# Sint-Martinus van Tourskerk (Philipsburg)
De Sint-Martinus van Tourskerk is een rooms-katholieke kerk. De kerk staat op het Nederlandse deel van het eiland Sint-Maarten, op de Voorstraat 51 in Philipsburg.
De kerk werd in 1844 gebouwd. Door de groei van de stad moest de kerk meerdere keren uitgebreid worden en moesten er zelfs extra kerken bijgebouwd worden. Hierom werd er in 1933 geld gevraagd voor de uitbreiding van de kerk en werd deze uitbreiding op 30 mei 1952 gerealiseerd.
De kerk is katholiek en valt daarmee onder het bisdom Willemstad. Naast de Sint-Martinus van Tourskerk zijn er nog twee andere rooms-katholieke kerken op het eiland; de Maria Sterre der Zeekerk in Simpson Bay en de Risen Christ Catholic Church in South Reward.

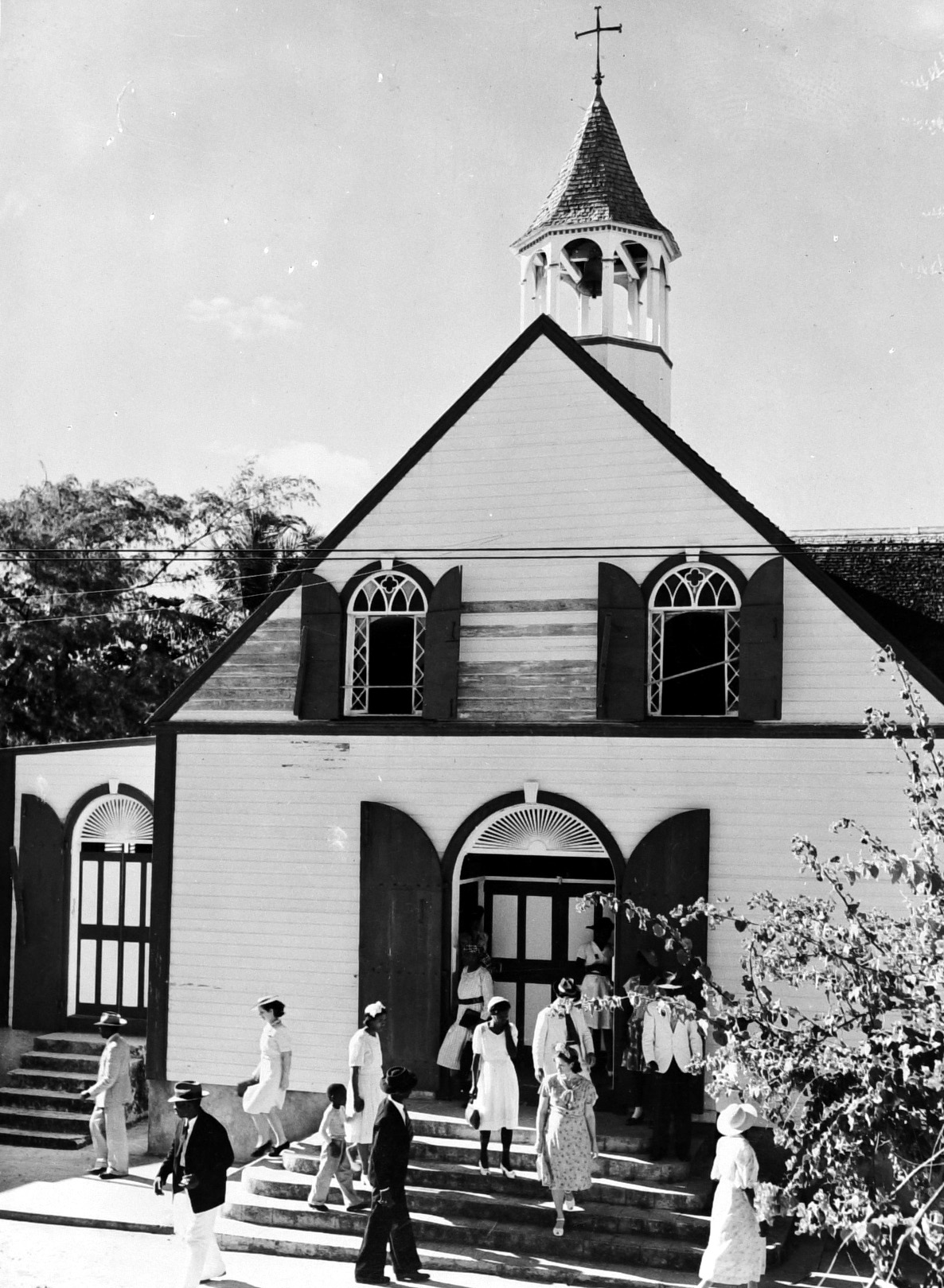
De voormalige houten kerk, gesloopt in 1951
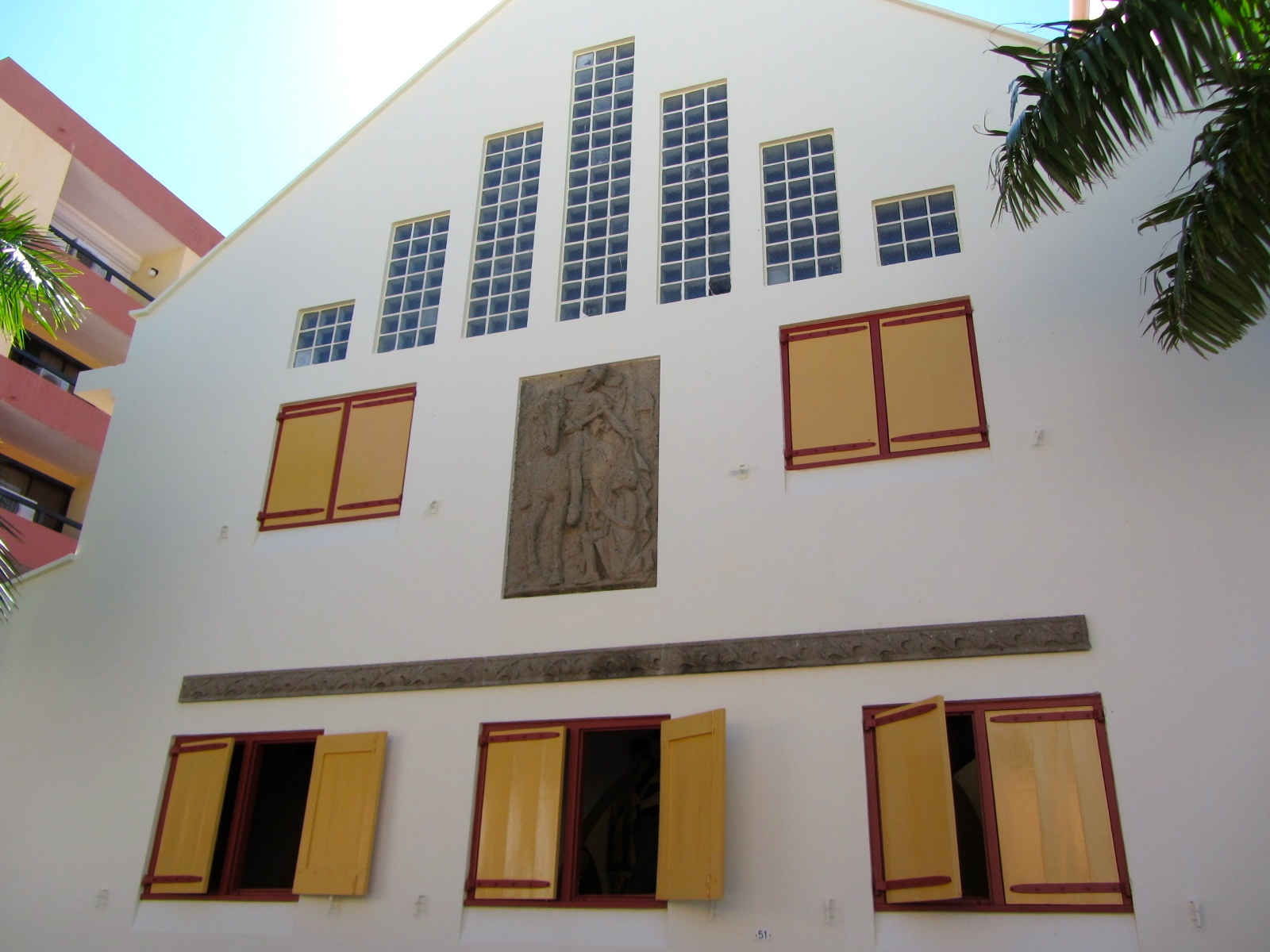
Achterkant van de kerk
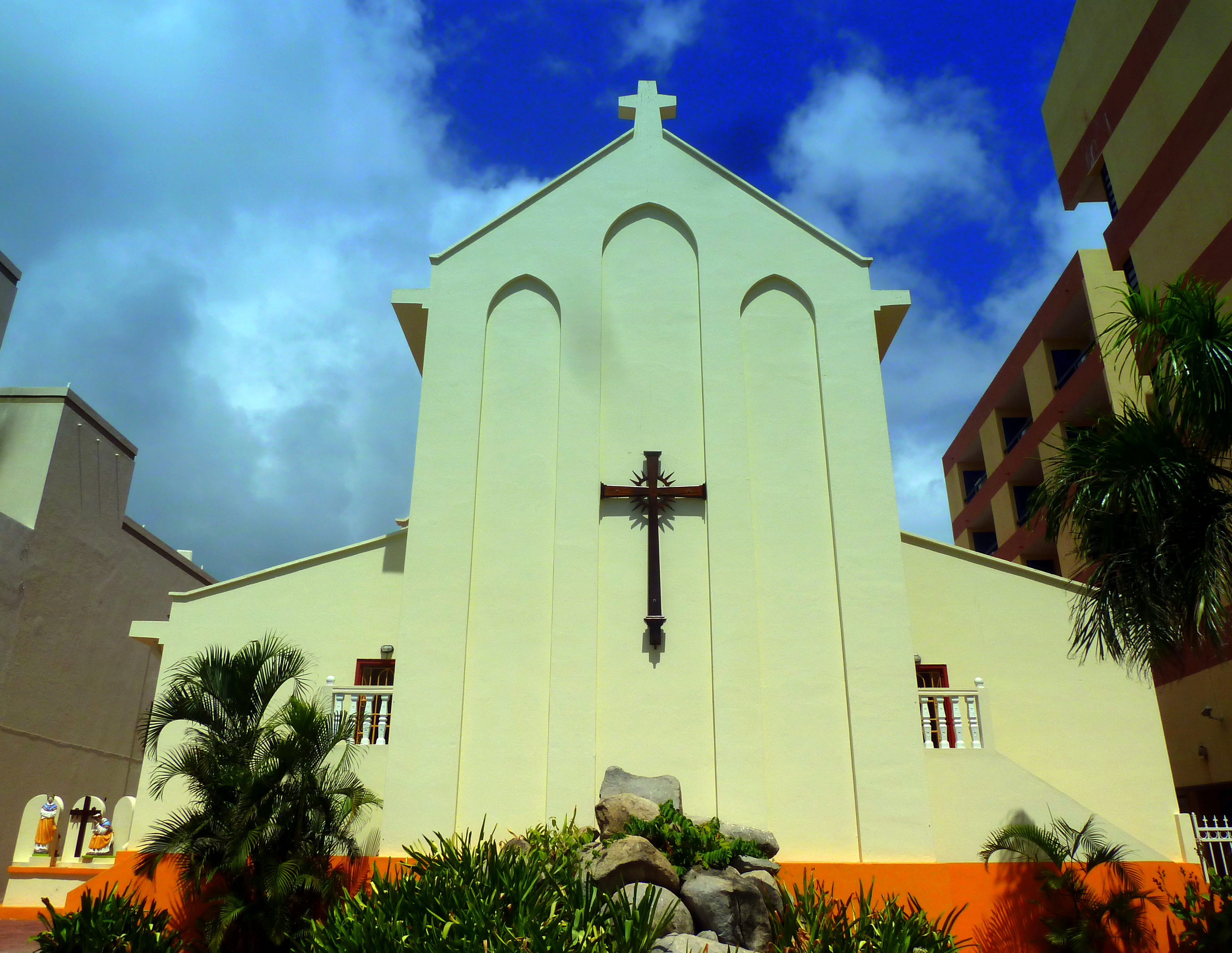
Vooraanzicht van de kerk